# Neostereopalpus kvushuensis
Neostereopalpus kvushuensis là một loài bọ cánh cứng trong họ Anthicidae. Loài này được Nakane miêu tả khoa học năm 1975.